# Адольф Людериц
Адольф Людериц (нім. Adolf Lüderitz; 6 липня 1834, Бремен — 24 жовтня 1886 Оранжева річка) — німецький торговець, засновник німецької колонії в Південно-Західній Африці (сучасній Намібії).
В 1883–1915 роках заснована ним колонія розрослася і стала значним володінням Німецької імперії — Німецькою Південно-Західною Африкою. На його честь названо місто Людериц в сучасній Намібії і вулиця в Берліні в Африканському кварталі.